# Сорокопуд чорнолобий
Сорокопу́д чорноло́бий (Lanius minor) — вид горобцеподібних птахів родини сорокопудових, один з 4 видів роду у фауні України. Гніздовий перелітний птах.

## Опис

### Морфологічні ознаки
Середнього розміру сорокопуд, розміром більший за горобця. Вага тіла становить 47-53 г, довжина тіла до 20 см. У дорослого птаха лоб, передня частина тім'я і смуги, які проходять через очі, чорні; задня частина тім'я, потилиця, задня частина шиї, спина і поперек сірі; горло і щоки білі; низ білий, з рожевим відтінком; крила чорні, основа першорядних махових пер біла; центральні стернові пера чорні, крайні — білі, на інших є як чорна, так і біла барва; дзьоб і ноги чорні. Молодий птах зверху бурувато-сірий, з темною хвилеподібною строкатістю; через око проходить чорно-бура смуга; низ білуватий.
Від сірого сорокопуда відрізняється меншими розмірами і дещо коротшим хвостом; до того ж, дорослий — чорним лобом, а молодий — темною строкатістю верху в поєднанні з однотонним низом.

### Звуки
Пісня — тихе мелодійне щебетання, іноді з імітацією звуків інших птахів; поклик — голосне «чек — чек».

## Таксономія
Чорнолобий сорокопуд вперше був описаний Йоганном Фрідріхом Гмеліним у 1788 році. У межах виду виділяють два підвиди: Lanius minor minor and Lanius minor turanicus.

## Поширення
Ареал чорнолобого сорокопуда обіймає Східну та Південно-Східну Європу, Центральну Азію, Малу Азію, Кавказ, подекуди заходить в Північне Середземномор'я. На території України гніздиться скрізь крім гір.
Зимує на відносно невеликій території в Південній Африці.

## Чисельність
Чисельність в Європі оцінена в 620 тис. — 1,5 млн пар, в Україні — 20—35 тис. пар. Вона поступово скорочується.

## Місця існування
У гніздовий період чорнолобий сорокопуд надає перевагу мозаїчним ландшафтам, де деревна рослинність чергується з відкритими просторами з низьким травостоєм або повною його відсутністю. В умовах північної півкулі, де гніздиться сорокопуд, ці місця часто пов'язані з лісостепом, степовими лісосмугами, лісовими галявинами. Крім того, за останні століття сорокопуд став часто селитися в районах, де незаймані ліси зникли або були значно спотворені внаслідок господарської діяльності людини. У даний час птах часто асоціюється з агроценозами, де час від часу трапляються деревні насадження — пасовищами, полями, виноградниками, садами і парками. При цьому птах уникає суцільного лісу і місць, де дерева повністю замінює чагарникова рослинність.

## Гніздування

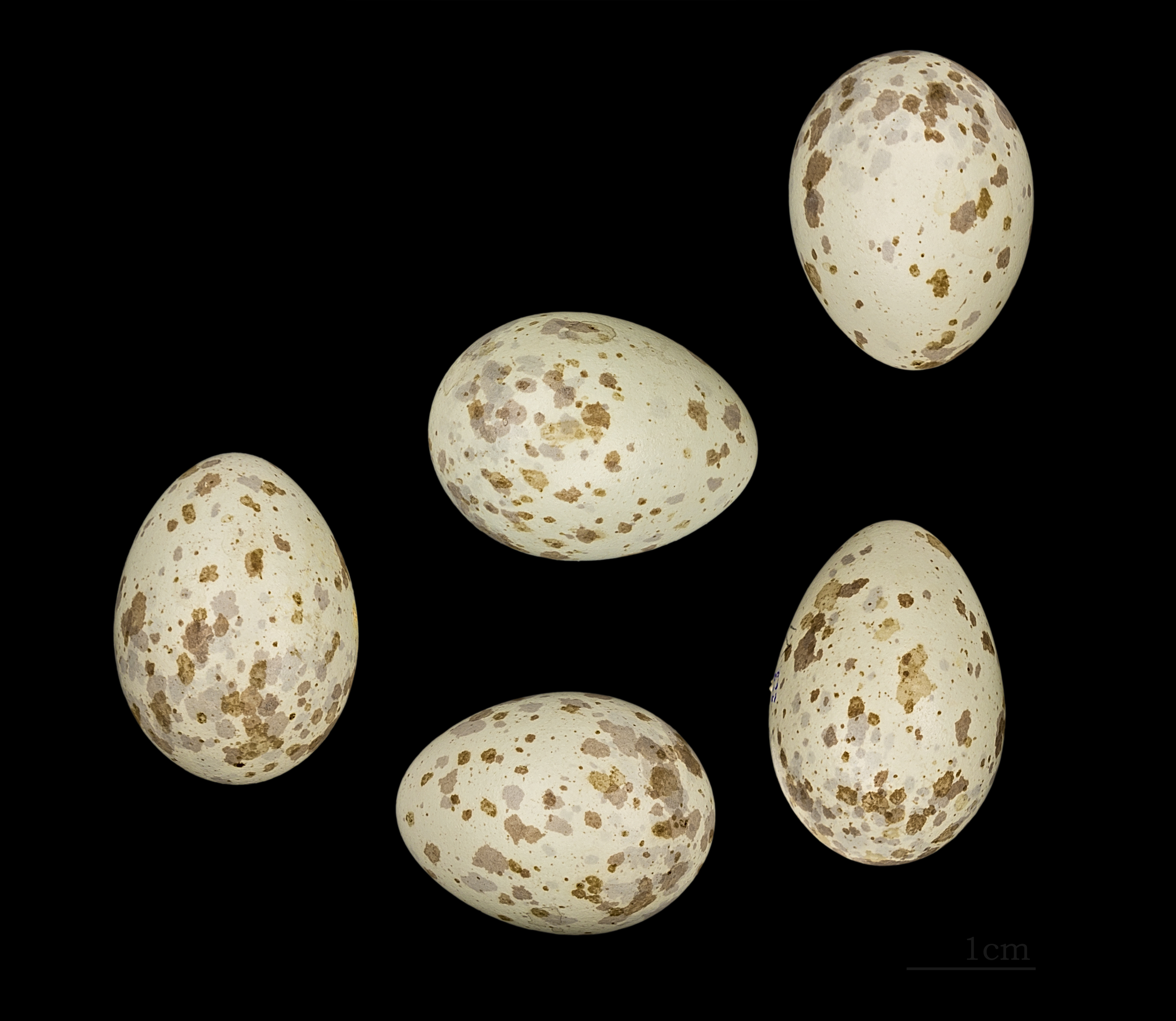
Яйця чорнолобого сорокопуда в музейній колекції

З'являється на місцях гніздування досить пізно — на півдні в перші, на півночі в другій половині травня.
Територіальна поведінка чорнолобого сорокопуда помітно відрізняється від більшості інших видів сорокопудів. Гніздові ділянки не мають чітко визначених меж і часто перекриваються з сусідніми парами, їх площа в залежності від місця проживання варіює в межах від 1,9 до 23 га.
Гніздо починає будувати самець ще на початковій стадії залицяння за самкою, потім самка долучається до нього і до кінця будівництва частка праці обох птахів врівноважується. Місцем розташування гнізда зазвичай слугує бічне розгалуження гілок (рідше верхівка) на листяної породі дерева, найчастіше на висоті 7-10 м від поверхні землі. У степовій зоні, де високі дерева відсутні, воно розташоване, як правило, нижче — на висоті до 2 м. Гніздова споруда масивна, має напівкулясту форму. Вона повністю сплетена зі свіжих шовковистих стебел трав'янистих рослин, від чого в свіжому вигляді виглядає майже цілком ясно-зеленою. За матеріал для гнізда птахи надають перевагу травам. Пір'я і інший матеріал для висилки лотка використовується рідко. Розміри гнізда (см): висота 9,5-14,0; діаметр 15; глибина лотка 5-6; діаметр лотка 7,5-9.
У кладці 4-9, частіше 5-7 яєць. Шкаралупа дещо блискуча, забарвлення тла світле — зазвичай зеленувато-синювате. По поверхні яйця ближче до тупого кінця розкидані поверхневі великі оливково-бурі і глибокі сірі або слабко фіолетові плями. Розмір яєць в середньому 24,80х18,13 мм. Насиджує виключно або переважно самка, починаючи з 3-5 яйця. Основна роль самця в цей період полягає в добуванні їжі, яку він приносить у гніздо. Період насиджування триває 14-16 діб. Перші кілька днів самка невідлучно перебуває в гнізді, обігріваючи нащадків, тоді як самець здобуває єжу для всієї родини. Пізніше самка також залишає. На п'ятий день у пташенят розвиваються перші ознаки оперення, а у віці 16-18 днів вони вже стають на крило. Льотні пташенята не цілком самостійні і ще тривалий час підгодовуються батьками. Іноді виводок розбивається на дві частини, перша з яких прямує за самцем, а інша залишилася з самкою. Повне розпадання виводків відбувається, як мінімум, за 8 тижнів.
Протягом сезону одна кладка; якщо вона з якоїсь причини втрачена, самка змінює гніздову ділянку і робить повторну спробу.

## Живлення
Раціон майже повністю складається з комах. З них особливе значення мають жуки — їхня частка в раціоні може сягати 97% від обсягу всіх кормів. Також чорнолобий сорокопуд полює на перетинчастокрилих, клопів, метеликів, щипавок та мух, павуків, равликів, земляних черв'яків і інших безхребетних. Споживає він також рослинну їжу — ягоди ожини і сливи, плоди інжиру. Невеликі хребетні, в порівнянні з іншими сорокопудами, займають дуже незначну частку раціону.
Полює з присади або на льоту. У першому випадку птах визирає здобич, сидячи на присаді з гарним оглядом на висоті від одного до восьми метрів від поверхні землі — з верхівки куща, гілки дерева, телефонних та електричних дротів. У негоду здобуває їжу в кроні дерев.

## Охорона
Перебуває під охороною Бернської конвенції.